# 琴叶球兰
琴叶球兰（学名：Hoya pandurata）为夹竹桃科球兰属的植物，为中国的特有植物。分布于中国大陆的云南等地，生长于海拔1,000米至1,600米的地区，一般生于疏林中或斜坡杂木林中，目前尚未由人工引种栽培。